# زهرة (نبات)

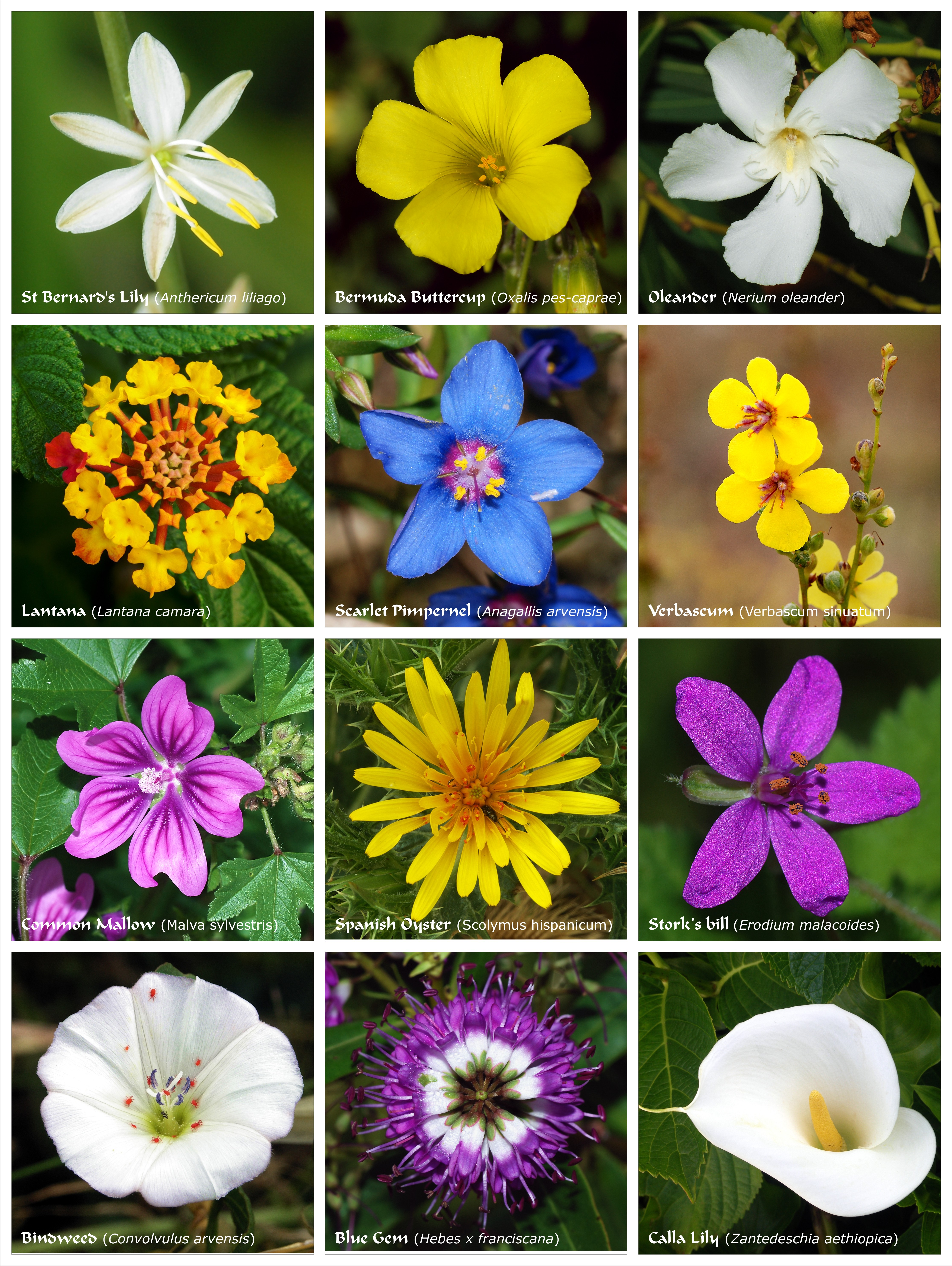
صورة لاثني عشر نوعًا من الزهور من فصائل نباتية مختلفة

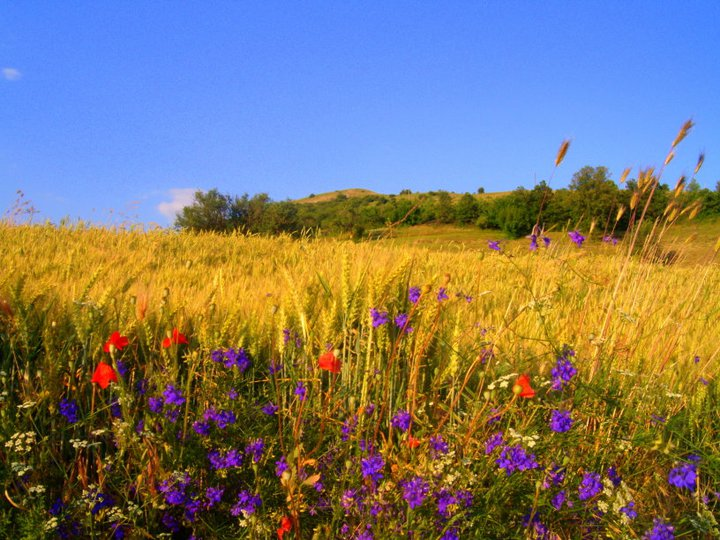
أزهار تنبت في حقل في كوسوفو

الزَهرة هي العضو المسؤول عن عملية التكاثر في النباتات المزهرة (أو التي يطلق عليها أيضًا كاسيات البذور). وتتمثل الوظيفة البيولوجية للزهرة في أنها تعمل على دمج حبوب اللقاح المذكرة مع البويضة المؤنثة من أجل إنتاج البذور والأبواغ. 

تبدأ هذه العملية بواسطة التأبير (التلقيح) الذي يعقبه الإخصاب ليؤدي في النهاية إلى تكون البذور وانتشارها. وبالنسبة للنباتات الأرقى في التصنيف، فإن البذور تمثل الجيل التالي لعملية التكاثر، كما أنها تعد الوسيلة الأساسية التي من خلالها يشيع نمو أفراد الشعبة الواحدة في المكان. ويطلق على مجموعة الأزهار على فرع من النبات وحاملها اسم النورة.
وهي العضو المسؤول عن عملية التكاثر في النباتات الزهرية، فإن الزهور قد حظيت كذلك بإعجاب الإنسان على مر العصور، حيث استخدمها بصورة أساسية في تجميل البيئة المحيطة به وكمصدر للغذاء في بعض الأحيان.
تتميز الأزهار غير المتفتحة بأنها ذاتية التلقيح، حيث يمكن أن تتفتح أوراقها بعد هذا النوع من التلقيح وقد لا تتفتح. وينتشر هذا النوع من الأزهار في البنفسج والمريمية.
عادةً ما تحتوي أزهار النباتات التي تعتمد على ناقلات اللقاح الحية على غدد تسمى الغدد الرحيقية والتي تعمل بمثابة حافز لجذب الحيوانات إلى الزهرة. وتحتوي بعض الأزهار على أنماط من هذه الغدد يطلق عليها دلائل الرحيق، والتي تقوم بتوجيه ناقلات اللقاح للبحث عن الرحيق. وتعتمد الأزهار أيضًا في جذبها لناقلات اللقاح على الرائحة واللون. ولا تزال هناك بعض الأزهار التي تستخدم أسلوب المحاكاة من أجل جذب ناقلات اللقاح. فنباتات الفصيلة السحلبية، على سبيل المثال، تنتج زهورًا تشبه إناث النحل في اللون والشكل والرائحة. وتتميز الزهور أيضًا بأنها متخصصة من حيث الشكل وهناك ترتيب معين للأسدية يضمن انتقال حبوب اللقاح إلى أجسام ناقلات حبوب اللقاح التي تقف على الزهرة بحثًا عما جذبها (كالرحيق أو حبوب اللقاح أو أنثى للتزاوج). وفي أثناء بحثها عن ذلك عامل الجذب في العديد من أزهار الفصيلة الواحدة، تقوم ناقلات حبوب اللقاح بنقل تلك الحبوب إلى المياسم – المرتبة بدقة واضحة - في جميع الأزهار التي تحط عليها.

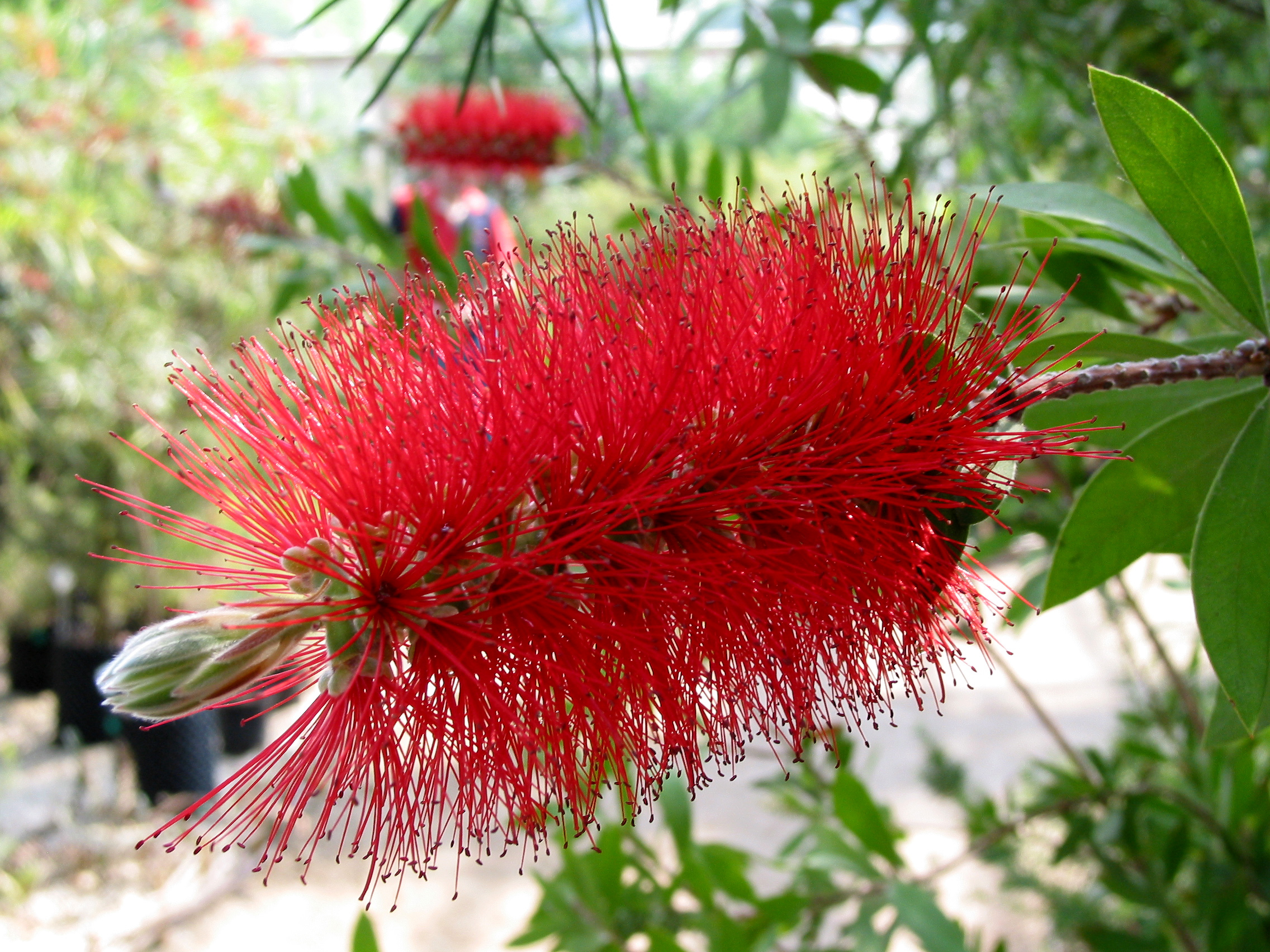
أزهار شجيرة فرشاة الزجاج القرمزية

تقوم الأزهار ذات التلقيح الريحي باستخدام الرياح لنقل حبوب اللقاح من زهرة إلى أخرى. ومن بين هذه الأزهار، الحشائش الأرضية وأشجار البتولا وعشبة الرجيد والقياقب. ونظرًا لعدم حاجتها إلى جذب ناقلات حبوب اللقاح، فإنه لا يشترط أن تكون هذه الأزهار جذابة سواء في الشكل أو اللون أو الرائحة. وعادةً ما توجد الأعضاء التناسلية الذكرية والأنثوية في أزهار منفصلة، حيث تحتوي الأزهار المذكرة على عدد من الخيوط الطويلة التي تنتهي بالأسدية المكشوفة، بينما تحتوي الأزهار المؤنثة على المياسم الطويلة التي تشبه ريش الطيور. وبينما تتسم حبوب اللقاح في الأزهار حشرية التلقيح بكبر حجمها ولزوجتها وكونها غنية بالبروتين (وهو ما يمثل ميزة إضافية لناقلات حبوب اللقاح)، فإن حبوب اللقاح في الأزهار التي يتم التلقيح فيها عن طريق الرياح عادةً ما تكون صغيرة الحجم وخفيفة للغاية وذي قيمة غذائية منخفضة للحيوانات التي تتغذى عليه.

## أجزاء الزهرة وعلمشكلياء النبات

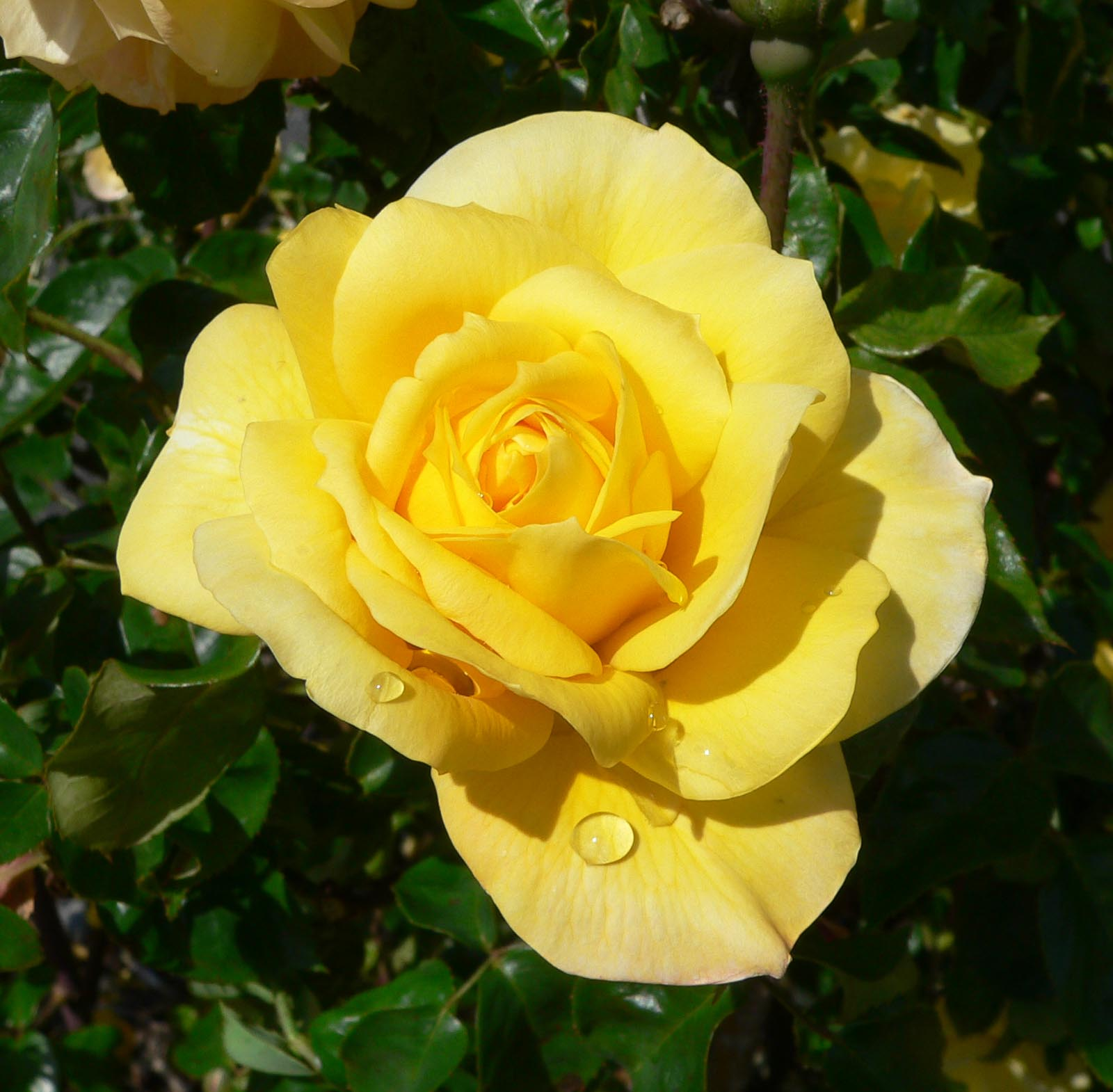
وردة صفراء

تعد النباتات الزهرية نباتات متباينة الأبواغ، حيث تنتج نوعان من الأبواغ التناسلية. يتم إنتاج حبوب اللقاح (الأبواغ الذكرية) والبويضات الملقحة (الأبواغ الأنثوية) في أعضاء مختلفة من النبات، ويعتبر النبات ثنائي الأبواغ هو الزهرة النموذجية حيث يحتوي على الأعضاء الذكرية والأنثوية معًا.
الزهرة عبارة عن ساق متحورة تحتوي على سلاميات وتحمل، على العقد الخاصة بها، أجزاءً يمكن أن تكون أوراقًا متحورة هي الأخرى. وتتكون الزهرة على سويق متحور أو محور به بارض قمي لا ينمو باستمرار (حيث يكون نموه محدودًا). وترتبط الأزهار بالنبات من خلال مجموعة من الطرق. إذا كانت الزهور ليس لها عنق ولكنها نمت عن إبط الورقة، يطلق عليها زهرة جالسة. وعندما تنمو زهرة واحدة على الساق، فإن العنيقة التي تحملها تسمى محور النورة. إذا كان محور النورة ينتهي بمجموعة من الأزهار، فإن الساق التي تحمل الزهرة تسمى سويقة. ويكون للساق الزهرية نهاية طرفية تسمى تخت الزهرة. تنمو أجزاء الزهرة مرتبة في محيطات دائرية زهرية على التخت. وفيما يلي توضيح الأجزاء الأربعة أو المحيطات الزهرية (بدءًا من قاعدة الزهرة أو أدنى عقدة بها ووصولاً إلى أعلى جزء فيها):

رسم بياني يوضح الأجزاء الرئيسية التي تتكون منها الزهرة الناضجة

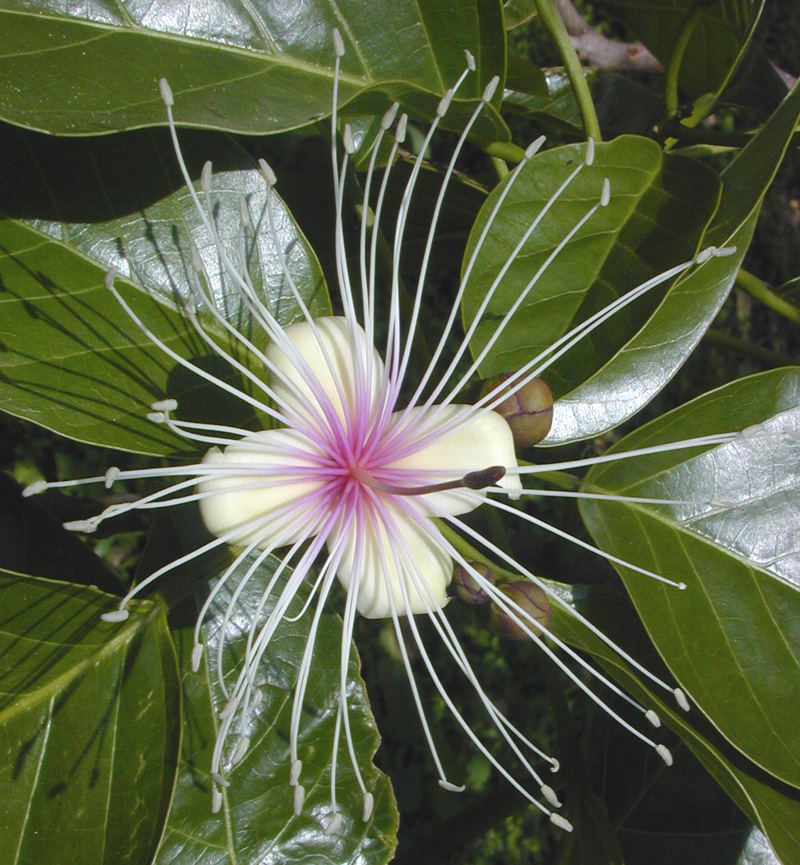
مثال على "زهرة كاملة"، وتضم شجرة لسان العصفور الاستوائية كل من السداة (على المحيط الخارجي) والخباء (عند المركز).

- الكأس: المحيط الزهري الخارجي المكون للكأسيات (السبلات)؛ والتي تتميز بلونها الأخضر، ولكنها تشبه البتلات في بعض الفصائل.
- التويج: المحيط الزهري المكون للبتلات، والتي عادةً ما تكون رقيقة وناعمة وملونة حتى تجذب الحشرات التي تساعد في إجراء عملية التلقيح.
- العُطيل: (في اللغة اليونانية، andros oikia بمعنى بيت الرجل) وهو عبارة عن محيط واحد أو محيطين زهريين من الأسدية سداة، ويوجد المتك في أعلى كل خيط منها، حيث يتم تكوين حبوب اللقاح. وتحتوي حبوب اللقاح على الأمشاج الذكرية.
- المتاع : (في اللغة اليونانية، gynaikos oikia بمعنى بيت المرأة) وهو عبارة عن واحدة أو أكثر من الأخبية. والمتاع هو العضو المؤنث المسؤول عن عملية التكاثر، ويحتوي الخباء على المبيض وبداخله البويضات (التي تحتوي على الأمشاج الأنثوية). قد يتكون المتاع من عدد من الأخبية الملتحمة معًا؛ وفي هذه الحالة، يكون هناك خباء واحد على كل زهرة. وقد يتكون المتاع من خباء واحد (حيث تسمى الزهرة سائبة العنيقة). ويقوم الطرف الدبق من الخباء، والذي يعرف بالميسم، بالالتصاق بحبوب اللقاح. كما يعمل القلم كمسار يتخذه أنبوب اللقاح لكي ينمو من حبوب اللقاح الملتصقة بالميسم منها إلى البويضات التي تحمل المواد المسؤولة عن التكاثر.

على الرغم من أن التركيب الزهري المشار إليه أعلاه يعتبر التركيب النموذجي للأزهار، فإن فصائل النبات المختلفة قد تحورت عن هذا التركيب. ولهذا التحور دلالة في تطور النباتات الزهرية، كما أنه يستخدم على نطاق واسع من قبل علماء النبات لتحديد العلاقة بين فصائل النباتات المختلفة. فعلى سبيل المثال، يمكن تمييز الشعبتين الفرعيتين من النباتات الزهرية بعدد الأعضاء الزهرية في كل محيط زهري؛ فذوات الفلقتين تحتوي على 4 أو 5 أعضاء (أو مضاعفات 4 و5) في كل محيط زهري، بينما تحتوي ذوات الفلقة الواحدة على ثلاثة أعضاء أو مضاعفات الثلاثة. وقد يكون عدد الأخبية في المتاع المركب اثنان، وإذا لم يحدث ذلك، فإن الزهرة لا تكون مرتبطة بالخواص العامة السابق ذكرها عن ذوات الفلقة الواحدة وذوات الفلقتين.
في معظم الفصائل، تحتوي الأزهار الفردية على الالأخبية والمياسم كما أشرنا من قبل. ويصف علماء النبات هذه الأزهار بأنها أزهار كاملة أو ثنائية الجنس أو خنثى. وعلى الرغم من ذلك، ففي بعض فصائل النباتات، تكون الأزهار غير كاملة أو أحادية الجنس، حيث تحتوي على الأعضاء الذكرية (المياسم) فقط أو الأعضاء الأنثوية (الأخبية) فقط. وفي الحالة الأخيرة، إذا كان النبات مذكرًا أو مؤنثًا، فإن الفصيلة تعتبر ثنائية المسكن. أما إذا ظهرت الأزهار المذكرة والمؤنثة أحادية الجنس على النبات نفسه، تعتبر الفصيلة أحادية المسكن.
ثمة المزيد من المناقشات عن التحورات الزهرية من التركيب الأساسي للنبات في المقالات التي تتحدث عن الأجزاء الرئيسية للزهرة. وفي الفصائل التي تحتوي على أكثر من زهرة على المحور – والتي يطلق عليها اسم الأزهار المركبة - فإن تجمع الأزهار هكذا يعرف بالنورة، ويمكن أن يشير هذا المصطلح أيضًا إلى الترتيبات المعينة للأزهار على الساق. وفي هذا الصدد، لا بد من مراعاة الدقة عند الإشارة إلى مصطلح «زهرة». ففي مصطلحات علم النبات، لا يطلق على الواحدة من نبات الأقحوان أو عباد الشمس اسم زهرة وإنما رأس زهرة – وهي عبارة عن نورة مكونة من مجموعة من الأزهار الصغيرة (المعروفة أيضًا باسم الزهيرات). ويمكن أن تتفق كل واحدة من هذه الأزهار من حيث الناحية التشريحية مع الوصف المذكور أعلاه. ثمة نوع من التناظر في العديد من الأزهار، فإذا كان الغلاف الزهري مقسوماً إلى جزأين عبر المحور المركزي من أية نقطة، يتم تكون الأنصاف المتناظرة – وتسمى الزهرة منتظمة أو متعددة التناظر مثل، الورد والتريليوم. أما إذا كانت الزهرة مقسومة إلى جزأين مع تكون خط واحد فقط يحتوي على أنصاف متناظرة، تكون الزهرة غير منتظمة أو وحيدة التناظر، كما هو الحال في زهرة أنف العجل ومعظم أزهار الأوركيد. 

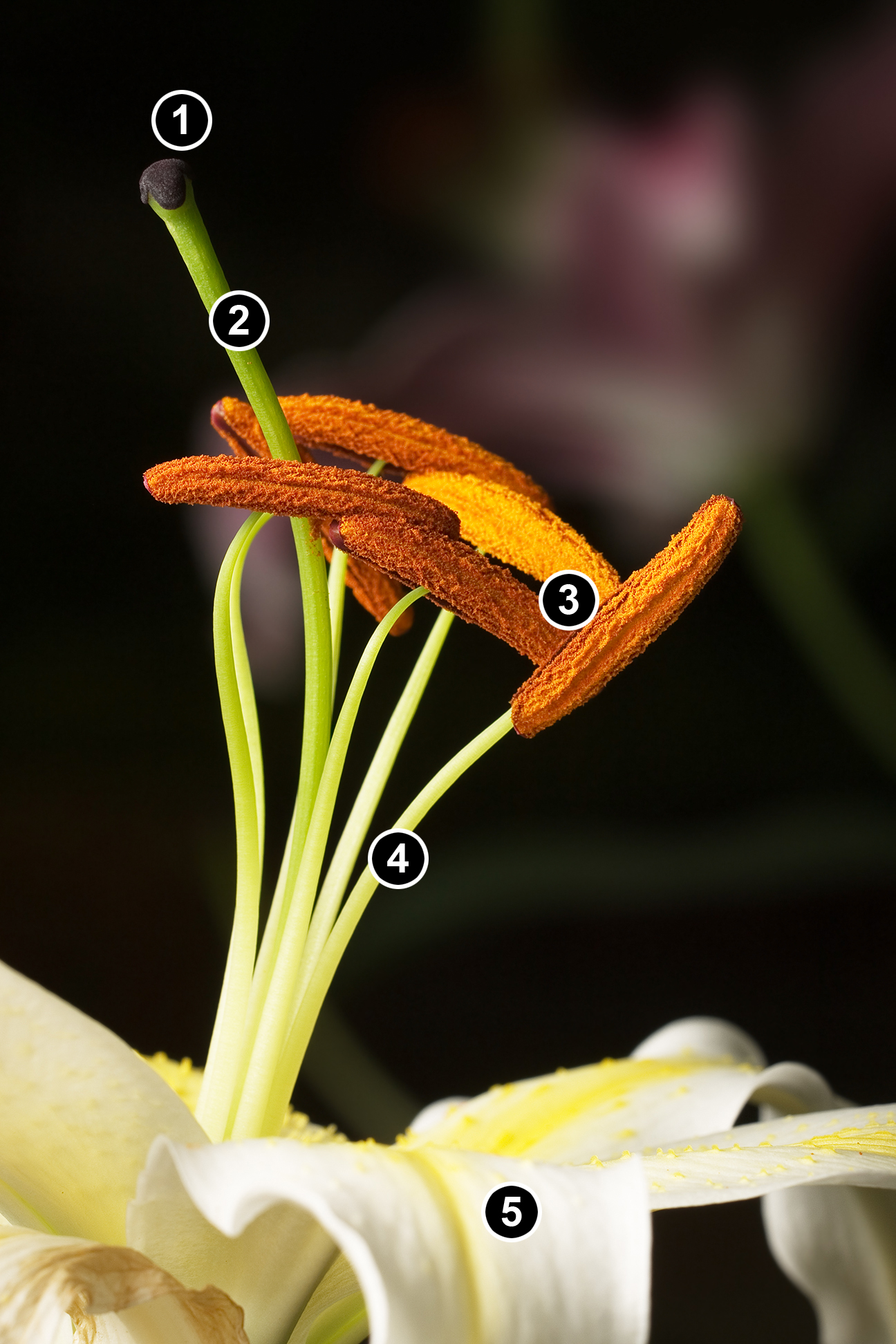
زنبق عيد الميلاد (الزنبق الأبيض الكبير). 1.الميسم 2. القلم 3. السداة 4. الخيط 5. البتلة

### القانون الزهري
يستخدم القانون الزهري لتوضيح تركيب أي زهرة باستخدام مجموعة معينة من الحروف والأرقام والرموز. ويتم استخدام قانون عام لتوضيح تركيب أزهار فصيلة نباتية بدلاً من الاقتصار على فصيلة بعينها. ويتم استخدام الرموز التالية:
(ك) = الكأس (محيط السبلات، فعلى سبيل المثال: ك5 يعني أن الزهرة بها 5 سبلات)
 (ت) = التويج (محيط البتلات، فعلى سبيل المثال: ت3(x) يعني أن عدد البتلات يساوي أحد مضاعفات الثلاثة)
 (%) تضاف هذه العلامة إذا كانت الزهرة وحيدة التناظر (فعلى سبيل المثال، ت%6 يعني أن الزهرة وحيدة التناظر وتحتوي على 6 بتلات)
 (ط) = الطلع (محيط المياسم، فعلى سبيل المثال، ط∞ يعني وجود العديد من المياسم)
 (م) = المتاع (الكربلة أو الكرابل، فعلى سبيل المثال، م1 يعني أن الزهرة وحيدة الكربلة)
X تشير إلى «رقم متغير»
 ∞ تشير إلى «كثير العدد»
وبالتالي، يمكن كتابة القانون الزهري لإحدى الزهور على الصورة التالية:
ك5ت5ط10- ∞م1
وفي بعض الأحيان، يتم استخدام رموز إضافية أخرى (انظر Key to Floral Formulas)

## نمو الأزهار

### التحول الزهري

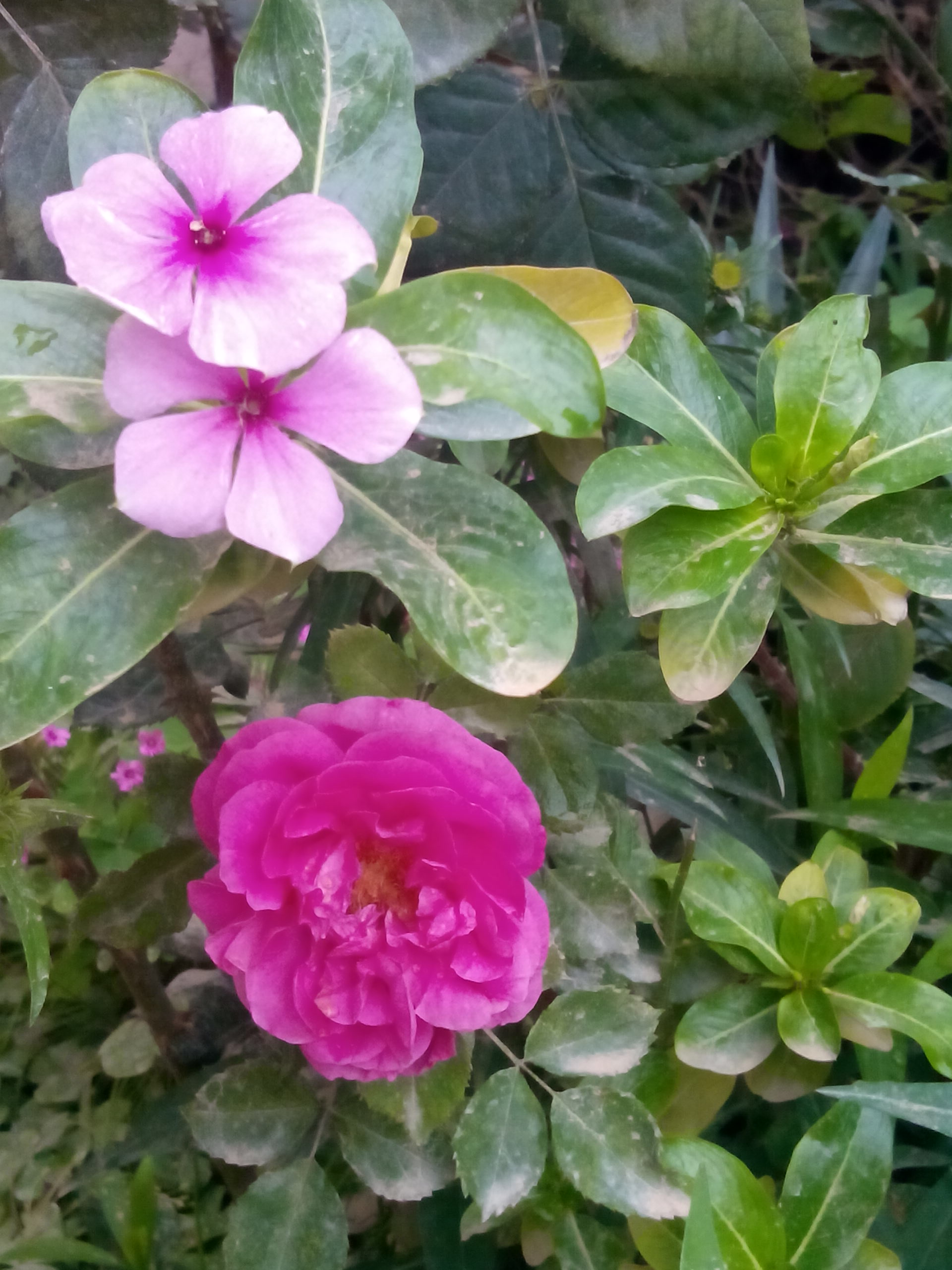
أزهار في حديقة منزلية

يعتبر تمايز النبات إلى مرحلة تكون الأزهار واحدًا من مراحل التغير الرئيسية التي يمر بها النبات خلال دورة حياته. ولا بد أن يتم ذلك التحول في وقت مناسب للتأبير وتكون البذور، مما يساعد على نجاح عملية الإخصاب. وبتلبية مثل هذه الاحتياجات، يصبح النبات قادرًا على تفسير المؤثرات المتعلقة بالنمو والمؤثرات البيئية المهمة مثل التغيرات في مستوى الهرمونات في النبات والتغيرات الموسمية في درجات الحرارة وفي الفترة الضوئية. تحتاج العديد من النباتات ثنائية الحول والنباتات الحولية إلى إجراء عملية الارتباع بغية التعجيل بنمو أزهارها. ويتم التفسير الجزيئي لهذه الإشارات عبر إرسال إشارة مركبة تعرف باسم هرمون الفلورجين وتشتمل على مجموعة متنوعة من المورثات ومن بينها constans وflowering locus c وflowering locus t. ويتم إنتاج الفلورجين في أوراق النبات وذلك عندما تكون الظروف مناسبة لعملية التكاثر وتعمل في البراعم والأطراف النامية لتحفيز عدد من التغييرات التركيبية والشكلية. وتتمثل الخطوة الأولى في تحول الساق الخضرية إلى ساق زهرية. ويتم ذلك في صورة تغيرات كيميائية حيوية تحدث من أجل تغيير التمييز الخلوي لأنسجة الورقة والبرعم والساق إلى أنسجة تنمو بعد ذلك مكونة الأعضاء التناسلية. ويتوقف نمو الجزء المركزي من طرف الساق أو ينبسط وتنمو الجوانب حتى يكون لها نتوءات تتحول في صورة محيط زهري حول الجزء الخارجي من نهاية الساق. وتنمو هذه النتوءات إلى سبلات وبتلات ومياسم وكرابل. وبمجرد أن تبدأ هذه العملية، لا يمكن إيقافها في معظم النباتات ويستمر نمو أزهار على السوق حتى لو كانت البداية الأولى لتكون الزهرة معتمدة على أحد المؤثرات البيئية. وبمجرد أن تبدأ العملية أيضًا، سوف يستمر الساق في النمو مكونًا الزهرة حتى لو انتهى تأثير هذا المؤثر.

### نمو الأعضاء الزهرية

النوذج الأولي لتطور الزهرة

إن السيطرة الجزيئية لتحديد هوية العضو الزهري أمر يسهل توضيحه. فعلى سبيل المثال في نموذج زهرة بسيطة، هناك ثلاثة أنشطة للجينات تتفاعل مع بعضها البعض على نحو توافقي من أجل تحديد هوية العضو الناتج داخل المرستيم الزهري. ويطلق على وظائف الجينات هنا الرموز A وB وC. ففي المحيط الزهري الأول، تفرز جينات A فقط، مما يؤدي إلى تكون السبلات. وفي المحيط الزهري الثاني، تفرز جينات A وB معًا مما يؤدي إلى تكون البتلات. أما في المحيط الزهري الثالث، فتتفاعل جينات B وC من أجل تكوين المياسم؛ وفي منتصف الزهرة، تؤدي جينات C فقط إلى تكوين الكرابل. ويعتمد النموذج السابق على الدراسات التي أجريت حول الطفرات المثلية التي حدثت في أزهار «أرابي دوبسيس ثالانيا» و«أنف العجل» و«فم السمكة». فعلى سبيل المثال، عندما تفتقر الزهرة إلى وظيفة جينات B، تحدث طفرة في الزهور المثلية، حيث تتكون السبلات في المحيط الزهري الأول كالمعتاد، مع تكون السبلات أيضًا في المحيط الزهري الثاني بدلاً من تكون البتلات. وفي المحيط الزهري الثالث، يؤدي فقد وظيفة جينات B ووجود جينات C إلى محاكاة المحيط الزهري الرابع، حيث تتكون الكرابل في المحيط الزهري الثالث. انظر أيضًا The ABC Model of Flower Development.
تنتمي معظم الجينات الرئيسية في هذا النموذج إلى جينات MADS-box، علاوةً على أنها عوامل نسخ تنظم ظهور الجينات المخصصة لكل عضو زهري.

## عملية التلقيح

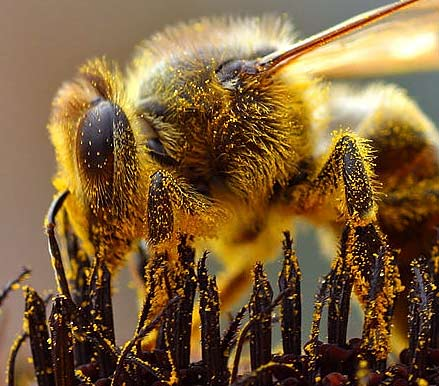
التصاق حبوب اللقاح في حشرة النحل سيساعد في نقل هذه الحبوب لزهرة أخرى تقف عليها الحشرة.

يعتبر التكاثر الوظيفة الأساسية التي تقوم بها الأزهار. ونظرًا لكونها العضو المسؤول عن التكاثر في النبات، تعمل الأزهار على دمج النواة المذكرة في حبوب اللقاح مع البويضات المؤنثة الموجودة في المبيض. ويعرف التلقيح بأنه انتقال حبوب اللقاح من المتك إلى المياسم. ويطلق على اندماج النواة المذكرة مع النواة المؤنثة الإخصاب. من الطبيعي أن تنتقل حبوب اللقاح من نبات لآخر، ولكن هناك بعض النباتات التي يمكنها تلقيح نفسها ذاتياً. تقوم البويضات المخصبة بإنتاج البذور التي تمثل الجيل التالي من النبات الأصلي. وينتج التكاثر الجنسي جيلاً متفرداً من حيث الخصائص الجينية، مما يتيح حدوث عملية التكيف مع ما يستجد من ظروف بيئية جديدة. وتتمتع الأزهار بأشكال معينة تتيح عملية انتقال حبوب اللقاح من نبات لآخر من الفصيلة نفسها. وتعتمد معظم النباتات على عوامل خارجية لحدوث عملية التلقيح، مثل الرياح والحيوانات وبخاصة الحشرات. ويمكن استخدام الحيوانات العادية كالطيور والخفافيش وحيوانات البوسوم على وجه التحديد للقيام بذلك. ويطلق على الفترة الزمنية التي يمكن أن تحدث فيها تلك العملية (اكتمال نمو الزهرة تركيبياً ووظيفياً) اسم فترة الإزهار.

### وسائل جذب الحشرات

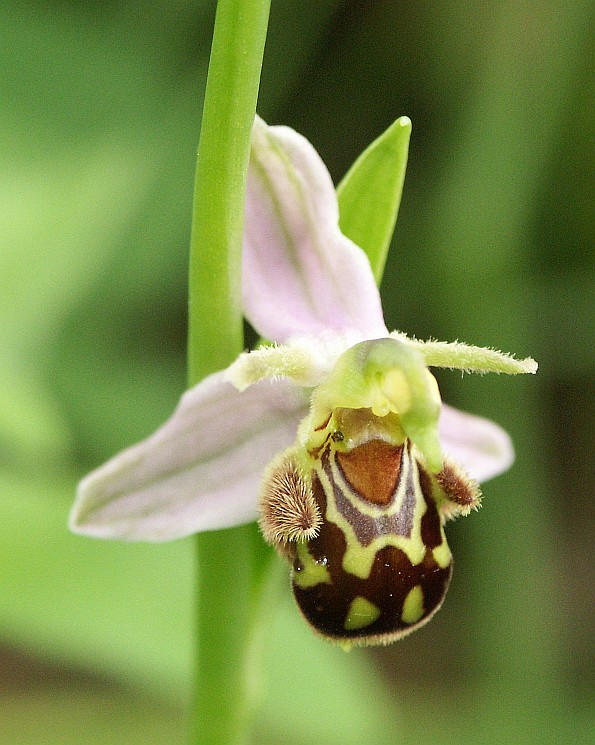
يتطور نبات الأوركيد على مر أجيال عديدة منه ليحاكي في شكله أنثى النحل لتجذب ذكر النحل للنبات باعتباره عامل نقل في عملية التلقيح.

لا يمكن للنباتات أن تنتقل من مكان لآخر، ولذلك فهي تعتمد على جذب الحشرات لنقل حبوب اللقاح بين النباتات المنتشرة في أماكن مختلفة. ويطلق على الأزهار التي يتم تلقيحها بواسطة الحشرات حشرية التلقيح ، ومرادفها في اللغة اللاتينية يعني (محبة الحشرات). ويمكن أن تتحور هذه الأزهار مع الحشرات المسؤولة عن عملية التلقيح من خلال التطور المشترك. تحتوي الأزهار على غدد تسمى الغدد الرحيقية في العديد من الأجزاء التي تجذب الحشرات الباحثة عن الرحيق المغذي لها. تقوم الطيور والنحل بفضل تمييزها للألوان بالبحث عن الأزهار الملونة. وتحتوي بعض الأزهار على أنماط معينة من الغدد الرحيقية تسمى دلائل الرحيق لتوجيه ناقلات حبوب اللقاح إلى مكان وجود الرحيق. ويمكن رؤية هذه الدلائل فقط في ضوء الأشعة فوق البنفسجية الذي يعد مرئياً للنحل وبعض الحشرات الأخرى. وتعتمد الأزهار أيضاً على جذب ناقلات حبوب اللقاح من خلال الرائحة وتتميز هذه الروائح بأنها شذية. على الرغم من ذلك، فليست جميع روائح الأزهار عطرة بالنسبة للإنسان، فهناك مجموعة من الأزهار التي يتم تلقيحها بواسطة الحشرات التي تنجذب إلى رائحة اللحم العفن، وهناك بعض الأزهار التي تشبه رائحتها رائحة الحيوانات الميتة والتي يطلق عليها عادة اسم زهرة الجيفة مثل زهرة الرفلسيا وزهرة اللوف العملاقة وشجر الباوباو (شجر الببو الفاكهة) الذي ينمو في أمريكا الشمالية. أما الأزهار التي تلقح ليلاً بواسطة الخفافيش والعث، فإن رائحتها تؤثر تأثيراً كبيراً في جذب هذه الأنواع من ناقلات حبوب اللقاح، وتتميز معظم هذه الأزهار بلونها الأبيض.
بعض أنواع الأزهار لا تزال تستخدم أسلوب المحاكاة لجذب ناقلات حبوب اللقاح، بعض أنواع الأوركيد على سبيل المثال، حيث تنتج أزهاراً شبيهة بإناث النحل في اللون والشكل والرائحة. وتنتقل ذكور النحل بين هذه الأزهار بحثاً عن أنثى للتزاوج.

### آلية التلقيح

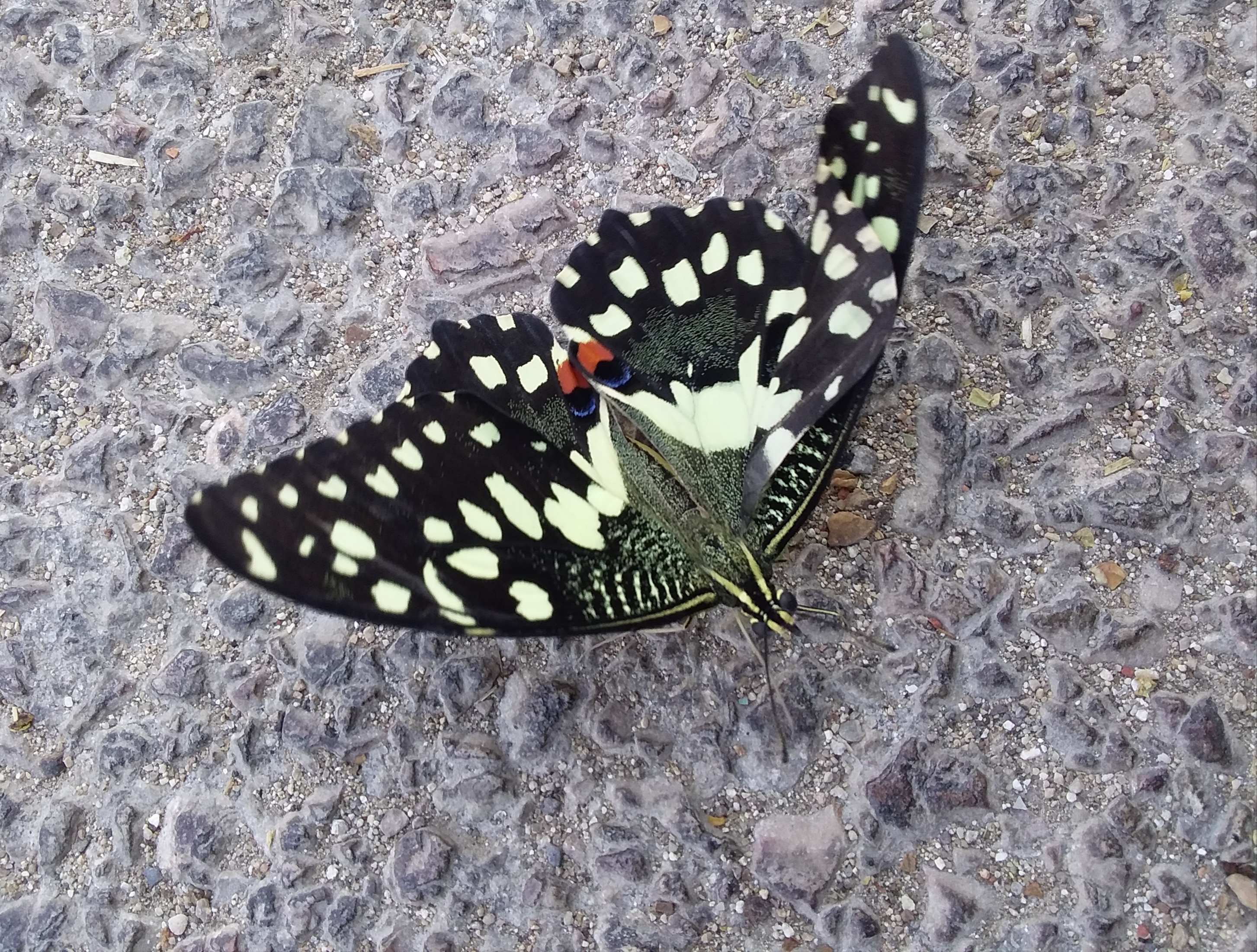
فراشات تساعد في عملية تلقيح الأزهار

تعتمد آلية التلقيح التي يستخدمها النبات على نوع التلقيح التي يعتمد عليها هذا النبات.
ويمكن تقسيم معظم الأزهار إلى مجموعتين كبيرتين من حيث أنواع التلقيح:
حشرية التلقيح : وهي الأزهار التي تجذب الحشرات والخفافيش والطيور وأنواع أخرى من الحيوانات لنقل حبوب اللقاح من زهرة إلى أخرى. وعادةً ما تتسم هذه الأزهار ببعض الخصائص المميزة من حيث الشكل ويكون لها ترتيب معين من الأسدية يضمن انتقال حبوب اللقاح إلى الناقل عندما يقف على الزهرة بحثًا عن عامل الجذب فيها (كالرحيق أو اللقاح أو أنثى التزاوج). وفي أثناء سعيها وراء عوامل الجذب هذه من زهرة إلى أخرى في الفصيلة نفسها، تقوم الناقلات بنقل حبوب اللقاح إلى المياسم – المرتبة بدقة واضحة – في جميع الأزهار التي تحط عليها. وتعتمد معظم الأزة& ار على عملية تقريب بسيطة بين أجزائها لضمان حدوث عملية التلقيح. أما الأزهار الأخرى مثل، السراسينيا  وخف السيدة، فإن بنيتها التفصيلية تضمن إتمام عملية التلقيح الخلطي وتلافي عملية التلقيح الذاتي. ريحية التلقيح : وهي الأزهار التي تعتمد على الرياح في نقل حبوب اللقاح من زهرة إلى أخرى مثل الحشائش وشجرة القضبان وعشب الرجيد والقياقب. ونظرًا لعدم حاجتها إلى جذب ناقلات حبوب اللقاح، فإنه لا يشترط أن تكون هذه الأزهار جذابة سواء في الشكل أو اللون أو الرائحة. وبينما تكون حبوب اللقاح في الأزهار حشرية التلقيح كبيرة الحجم ولزجة وغنية بالبروتين (وهو ما يمثل ميزة إضافية لناقلات حبوب اللقاح)، فإن حبوب اللقاح في الأزهار ريحية التلقيح عادةً ما تكون خفيفة للغاية وذي قيمة غذائية قليلة للحشرات التي تتغذى عليه، على الرغم من إمكانية جمعها في أوقات التي يندر فيها انتشار الأزهار. يقوم نحل العسل والنحل الطنان بجمع كميات كبيرة من لقاح نبات الذرة ريحي التلقيح، على الرغم من انخفاض قيمته الغذائية بالنسبة له.
تعتمد بعض الأزهار على التلقيح الذاتي وتستخدم الأزهار التي لا تتفتح أبدًا أو تقوم بعمل التلقيح الذاتي قبل تفتح الأزهار. ويطلق على هذا النوع الأزهار غير المتفتحة. ويكثر انتشار الأزهار غير المتفتحة في العديد من فصائل السلفيا أو المريمية وبعض فصائل البنفسج.

### العلاقة بين الأزهار وناقلات حبوب اللقاح
تتميز العديد من الأزهار بوجود علاقة قوية بينها وبين واحد أو أكثر من الكائنات الحية التي تساعد في إجراء عملية التلقيح. فعلى سبيل المثال، تقوم العديد من الأزهار بجذب فصيلة واحدة فقط من الحشرات؛ وبالتالي، فإنها تعتمد على هذه الفصيلة في نجاح عملية التكاثر. وعادة ما تعتبر هذه العلاقة القوية مثالاً للتطور المشترك، حيث يعتقد أن كلاً من الزهرة وناقل حبوب اللقاح قد تطورا معًا على مدار فترة زمنية طويلة؛ بحيث يفي كل منهما احتياجات الآخر.
جدير بالذكر أن هذه العلاقة القوية تضاعف من الآثار السلبية للانقراض. فانقراض أي طرف في هذه العلاقة قد يؤدي إلى انقراض الطرف الآخر كذلك. وهناك بعض أنواع النباتات معرضة للانقراض بسبب تضاؤل أعداد ناقلات حبوب اللقاح التي تعتمد عليها هذه الأنواع.هي

## عملية الإخصاب وانتشار البذور
تقوم بعض الأزهار التي تحتوي على كل من المياسم والمدقة بالإخصاب الذاتي، وهو ما يزيد من فرص إنتاج البذور ولكنه يحد من التنوع الوراثي. ويتضح ذلك إلى حد بعيد في الأزهار التي تعتمد دومًا على الإخصاب الذاتي، مثل الهندباء البري. وفي المقابل، هناك فصائل عديدة من النباتات تستطيع أن تحول دون إتمام عملية الإخصاب الذاتي. فالأزهار أحادية الجنس سواء المذكرة أو المؤنثة الموجودة على نبات واحد قد لا تظهر أو تنضج في الوقت نفسه، وقد تكون حبوب اللقاح الموجودة في هذا النبات غير قادرة على تخصيب بويضاته. ويشار إلى هذه الخاصية، التي ينتج فيها النبات موادًا كيميائية مضادة لحبوب اللقاح التي يحملها، باسم العقم الذاتي (انظر أيضًا: Plant sexuality).

## تطور الأزهار

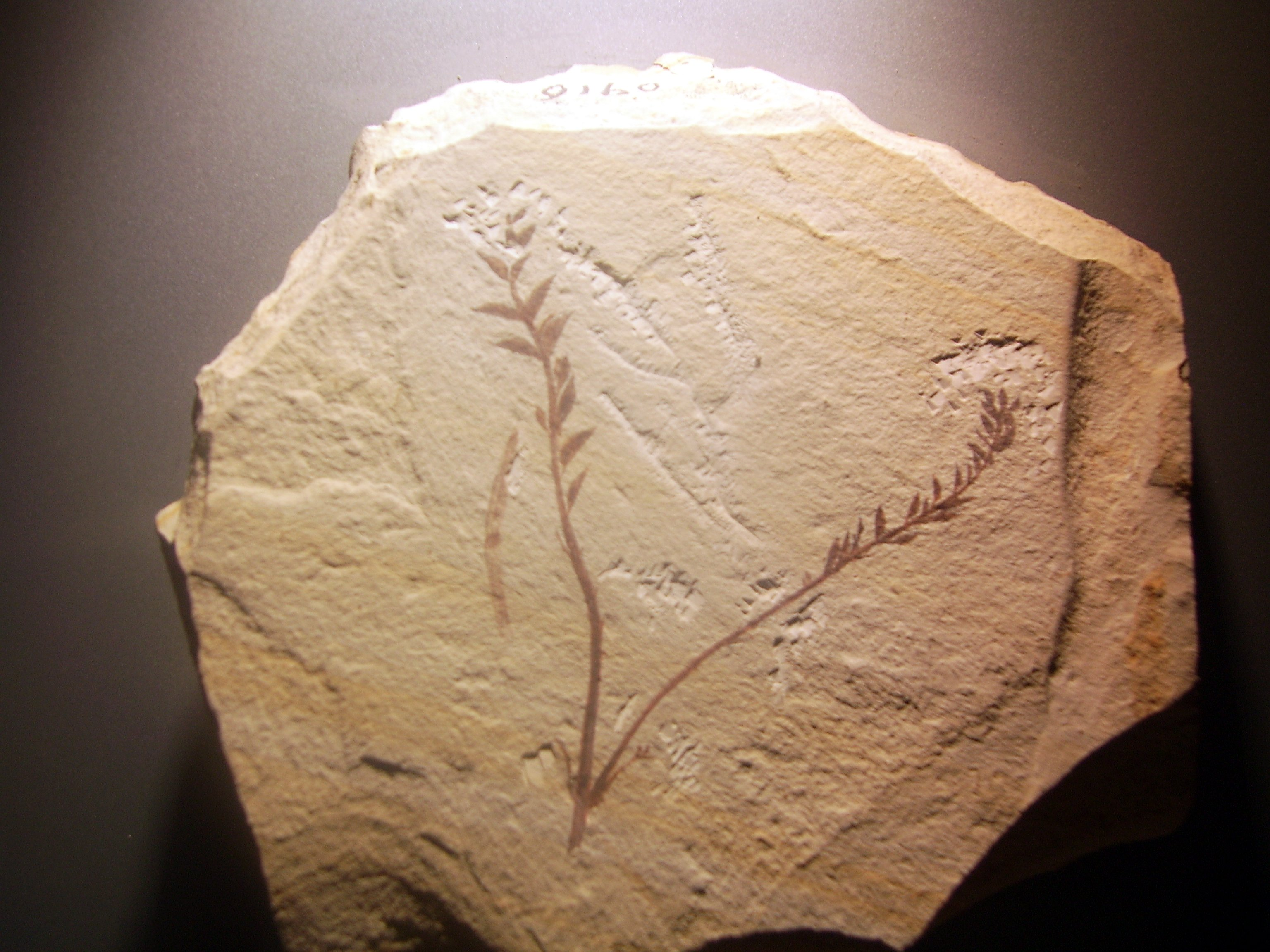
يعد نبات "أركافركتس لياننجينسيز" من أقدم النباتات الزهرية على الأرض

على الرغم من أن النباتات التي تنمو على اليابسة قد وجدت منذ ما يقرب من 425 مليون عام، فإن أول النباتات التي تكاثرت من خلال عملية تكيف بسيطة من نظراءها المائية كانت البذرة. وفي البحار، يمكن أن تقوم النباتات – وكذلك بعض الحيوانات – بترك نسخ وراثية خاصة بها حتى تطفو على سطح الماء وتنمو في مكان آخر. وهكذا كانت تتكاثر النباتات في البداية. ولكن سرعان ما قامت النباتات بتطوير وسائل يمكنها من خلالها حماية النسخ الخاصة بها كي تتمكن من التعامل مع الأوقات التي يسود فيها الجفاف ومع الظروف القاسية التي تتعرض لها على الأرض أكثر منها في البحر. وقد حازت البذرة على كل هذه الحماية، على الرغم من عدم إنتاجها للأزهار بعد. ويعد نبات كزبرة البئر والصنوبريات من النباتات الأولى التي كانت تحمل البذور. علاوةً على ذلك، فإن تاريخ أقدم حفرية في النباتات الزهرية ـ "أركافركتس لياننجينسيز" ـ يعود إلى نحو 125 مليون عام. وقد اعتقد أن العديد من عاريات البذور المنقرضة، خاصةً أبواغ السرخس، تمثل أسلاف النباتات الزهرية، على الرغم من عدم العثور على دليل حفري يوضح تمامًا كيفية تطور الأزهار. وقد أدى اكتشاف بعض الحفريات محتوية على آثار غير متوقعة لأزهار حديثة نسبيًا إلى افتراض عدم صحة بعض فروض نظرية التطور لدرجة أن «تشارلز داروين» اعتبر هذا الأمر لغز محيرًأ. وتشير حفريات كاسيات البذور التي تم اكتشافها حديثًا مثل «أركافركتس» بالإضافة إلى الاكتشافات الأخرى لحفريات عاريات البذور إلى كيف اكتسبت كاسيات البذور لصفات المميزة لها عبر سلسلة من الخطوات.

نبات سوسن مع زهرته بلونين الزهري و الأصغر

يشير تحليل الحمض النوي (تحليل البنيات الجزيئية) في الوقت الحالي  أن نبات أمبرولا تريكوبودا الذي عثر عليه على إحدى جزر المحيط الهادئ في «نيوكاليدونيا»، يمثل المجموعة الشقيقة لباقي النباتات الزهرية، كما أن الدراسات الخاصة بعلم دراسة الشكل  توضح أن لهذا النبات بعض الخصائص التي تتشابه مع خصائص النباتات الزهرية الأولى.
وقد كان الافتراض العام في هذا الصدد يتمثل في أن وظيفة الأزهار كانت منذ البداية استخدام الحيوانات الأخرى في عملية التكاثر. يمكن انتشار حبوب اللقاح الخاصة بالنباتات دون الحاجة إلى الأشكال الجذابة أو الألوان المبهرة. لذا قد تمثل الاستعانة ببعض قدرات النبات عائقًا إلا إذا كان هناك فوائد أخرى من وراء ذلك. ومن الأسباب المفترضة بصدد الظهور المتطور والمفاجئ للأزهار أنها قد تطورت في مكان معزول مثل جزيرة أو سلسلة من الجزر، حيث كانت النباتات الحاملة لهذا الأزهار قادرة على تطوير علاقة متخصصة للغاية مع حيوان معين (كحشرة الدبور على سبيل المثال)؛ وهي الطريقة نفسها التي تتطور بها معظم الفصائل الموجودة في الجزر حاليًا. ويمكن أن تكون هذه العلاقة التكافلية المتمثلة في افتراض حمل الدبور لحبوب اللقاح من نبات لآخر، كما يحدث في حشرة الدبور الخاصة بأشجار التين حاليًا، قد أدت إلى تطوير كل من النبات والحيوانات التي تتغذى عليها لدرجة عالية من التخصيص. ويعتقد أن أسس الوراثة على هذه الجزيرة الافتراضية يمثل مصدر التنوع في النباتات، خاصةً عندما يتعلق الأمر بعمليات التكيف التي لا بد أن يصاحبها أشكال أخرى من التحول. لاحظ أن ضرب مثال الدبور ليس أمرًا عشوائيًا، فالنحل الذي تطور خصيصًا لمناسبة العلاقة التكافلية الموجودة بينه وبين النباتات ينحدر أصله من الدبور.
وبالمثل، فإن العديد من الفواكه المستخدمة في تكاثر النبات قد نتجت عن تضخم أجزاء معينة من الزهرة. فثمرة الفاكهة دائمًا ما تعتمد على رغبة الحيوانات في تناولها، ومن ثم نشر البذور التي تحتوي عليها.
على الرغم من أن العديد من هذه العلاقات التكافلية لا يؤهل للانتشار أو للمنافسة على البقاء مع الحيوانات الأخرى غير الموجودة على تلك الجزيرة، فإن الأزهار قد أثبتت في بعض الأحيان أنها وسيلة فعالة للتكاثر والانتشار (بغض النظر عن أصلها الحقيقي) لتصبح الصورة السائدة للنباتات الموجودة على سطح الأرض.
```

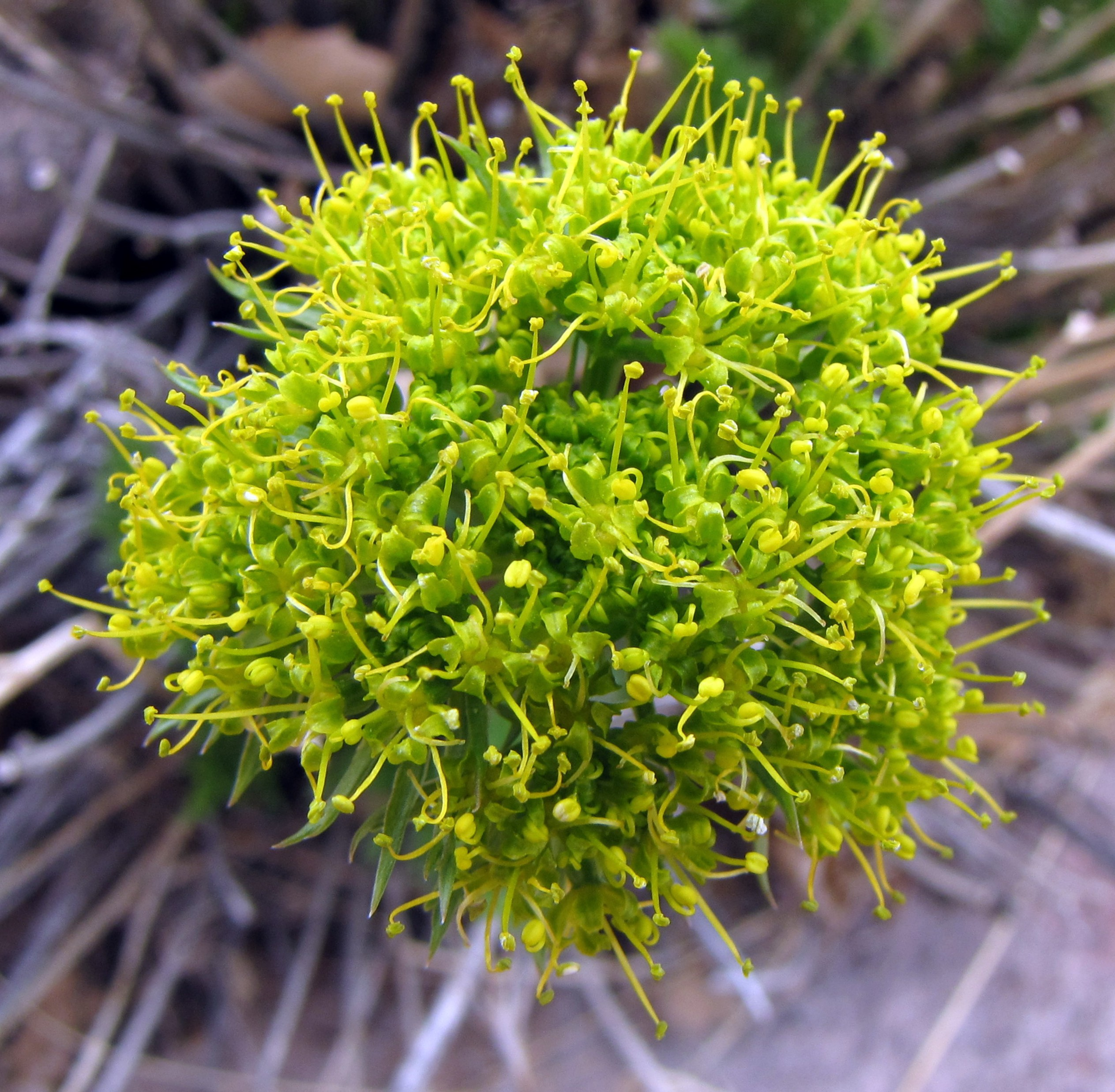
كان يتغذى سكان أمريكا الشمالية الأوائل على نبات "لوماتيوم باري".

على الرغم من وجود بالكاد دليل مادي على وجود هذه الأزهار منذ 130 مليون عام مضت، فإن هناك أدلة عرضية تشير إلى أن تاريخها يعود إلى 250 مليون عام. فقد تم العثور على مادة كيميائية، يطلق عليها «
أولينان
»، يستخدمها النبات لحماية أزهاره في حفريات النباتات القديمة مثل نبات «
جيجانتوبترايد
»
[
12
]
 الذي تطور في ذلك الوقت والذي يحمل العديد من خصائص النباتات الزهرية الحديثة على الرغم من أنه لم يكن معروفًا عن هذه النباتات أنها نباتات زهرية، حيث لم يتم العثور سوى على السيقان والأشواك؛ وهو ما يعد من الأمثلة البدائية على 
عملية التحجر
.
```

قد يكون التشابه بين تركيب الورقة والساق مهمًا للغاية، وذلك لأن الأزهار من الناحية الوراثية تمثل نتيجة عملية تكيف قامت بها المكونات الطبيعية للورقة والساق، حيث يؤدي اتحاد مجموعة من الجينات بشكل طبيعي إلى تكون سوق نامية جديدة. ويعتقد أن الأزهار البدائية كانت تتكون من عدد متغير من أجزاء الزهرة، والتي عادةً ما تكون منفصلة عن بعضها على الرغم من وجود علاقة بينها. كما يعتقد أن الأزهار كانت تميل للنمو بشكل حلزوني كي تصبح ثنائية الجنس (بمعنى وجود الأعضاء المؤنثة والذكرية في الزهرة الواحدة) مع سيادة تأثير المبيض (عضو التأنيث). وكلما ارتقت الأزهار، قامت بعض الأنواع بتطوير أجزاء مندمجة ببعضها البعض مع تطوير عدد وشكل معين ومع اتخاذ جنس محدد لكل زهرة أو نبات أو على الأقل تتمتع بـ«مبيض ثانوي»
ويستمر تطور الأزهار حتى وقتنا الحالي؛ ومن الجدير بالذكر أن الأزهار الحديثة متأثرة للغاية بفعل الإنسان لدرجة أن العديد منها لا يمكن تلقيحه تلقائيًا. وقد تم استخدام العديد من الأزهار الحديثة المنزلية باعتبارها أعشابًا بسيطة نبتت عند حدوث اضطراب ما في التربة. وبعض هذه الأزهار ينمو مع المحاصيل التي يقوم الإنسان بزراعتها. بل ولم تتوقف أجمل الأزهار عن التطور بسبب جمال شكلها، ولكنها استمرت في التطور بناء على أفعال الإنسان ومرت بالعديد من عمليات التكيف المعينة.

## الأزهار ودلالاتها الرمزية
|  |
|  |
|  |

تمتلك العديد من الأزهار معانٍ رمزية مهمة في الثقافة الغربية. وهناك علم متخصص في ربط الأزهار بدلالات معينة يطلق عليه لغة الزهور. ومن بين أشهر الأمثلة على ذلك ما يلي:
- تمثل الورود الحمراء رمز الحب والجمال والعاطفة.
- ترمز أزهار الخشخاش إلى تقديم التعازي في حالات الوفاة. ففي المملكة المتحدة ونيوزيلندا وأستراليا وكندا، يتم ارتداء أطواق من أزهار الخشخاش الحمراء لإحياء ذكرى الجنود الذين ماتوا في الحرب.
- تستخدم أزهار السوسن والزنبق عند دفن شخص ما كرمز للبعث/الحياة". كما ترتبط هذه الأزهار بالنجوم (الشمس) كما يرتبط نمو بتلاتها بشروق الشمس.
- أزهار أقحوان ترمز إلى البراءة.

أما في الفنون، فتستخدم الأزهار أيضاً عندما يراد وصف أنوثة المرأة كما ورد في أعمال بعض الفنانين مثل «جورجيا أوكيف» و«أموجن كننج هام» و«فيرونيكا رويز دي فيلاسكو» و«جودي شيكاغو»، كما استخدمت الأزهار كذلك في الفن الكلاسيكي الغربي والآسيوي. وتميل معظم الثقافات حول العالم إلى الربط بين الأزهار وبين الأنوثة.
يعد التنوع الهائل في أشكال الأزهار وجمالها مصدر إلهام العديد من الشعراء خاصةً العصر الرومانسي في القرنين الثامن عشر والتاسع عشر. من أشهر هؤلاء الشعراء «ويليام ووردث ورث» في قصيدته «I Wandered Lonely as a Cloud» وكذلك «ويليام بليك» في قصيدته "Ah!  Sun-Flower".
ونظرًا لأشكالها المتنوعة والملونة، اعتبرت الأزهار من الموضوعات المفضلة لدى الفنانين التصويريين. وقد كانت اللوحات المرسومة عن الأزهار من أشهر ما قدمه أشهر الرسامين المعروفين حول العالم مثل مجموعة أزهار عباد الشمس التي رسمها «فان جوخ» أو مجموعة أزهار زنبق الماء التي رسمها «مونيه». علاوةً على ذلك، يتم استخدام الأزهار المجففة والمجففة بالتبريد والتي تم حفظها بالضغط في بعض الأعمال الفنية عن الزهور لإضفاء بُعد ثلاثي دائم عليها.
لقد كانت «فلورا» إلهة الأزهار والحدائق وفصل الربيع في الحضارة الرومانية القديمة. كما كانت «كلوريس» إلهة الربيع والأزهار والطبيعة في الحضارة الإغريقية.
وفي الأساطير الهندوسية، تحظى الأزهار بمكانة مهمة. فعادةً ما كان يتم تصوير «فيشنو»، أحد الآلهة الثلاثة الكبرى في الحضارة الهندوسية، مع زهرة اللوتس. وبعيدًا عن الربط بين الأزهار وبين «فيشنو»، فإن التقاليد الهندوسية تنظر إلى زهرة اللوتس على أن لها أهمية روحانية. فعلى سبيل المثال، كان للأزهار دور في الأساطير الهندوسية التي تروي قصص الخلق.

## استخدامات الأزهار

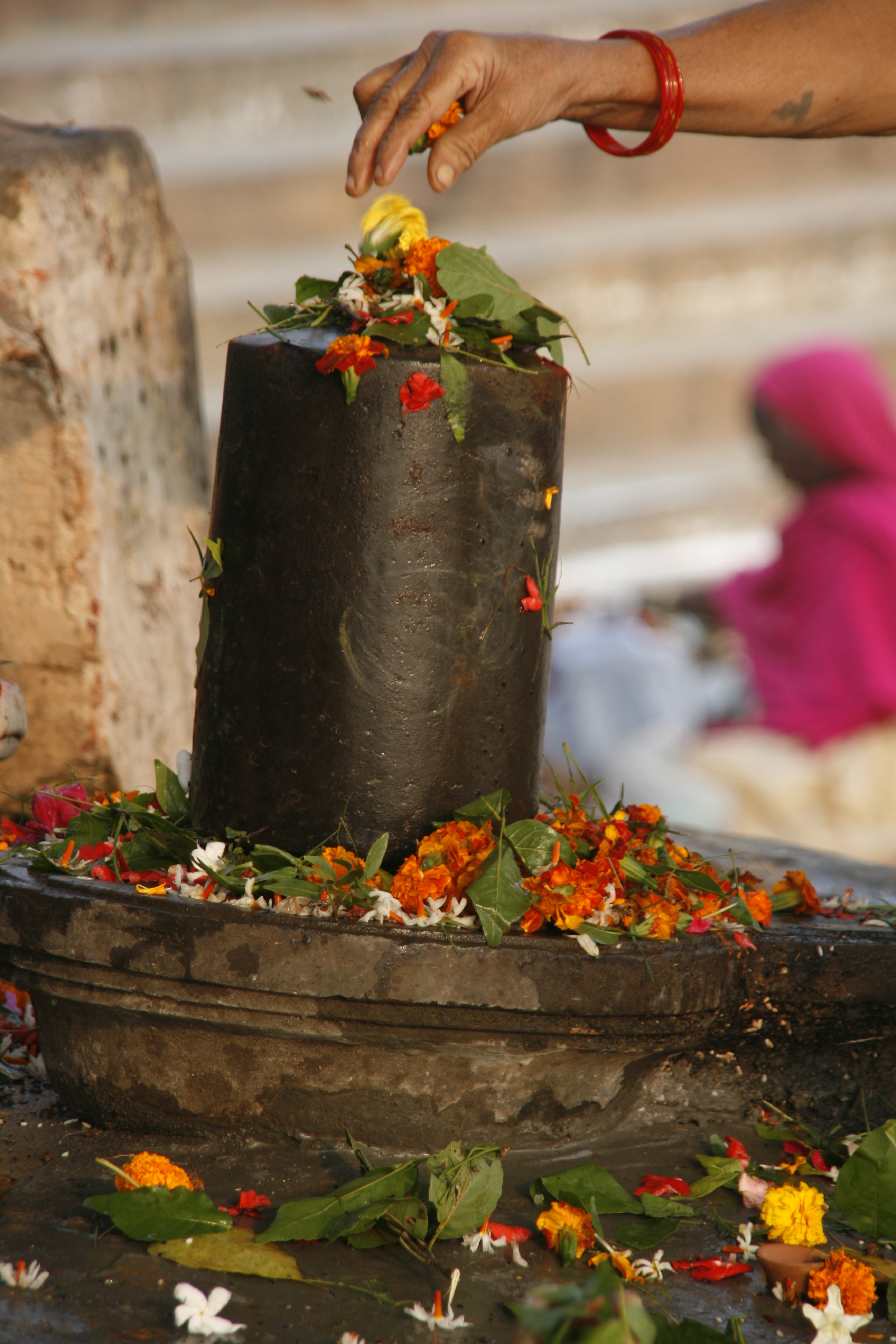
كانت السيدات ينثرن الأزهار على معبد لينغام في فاراناسي

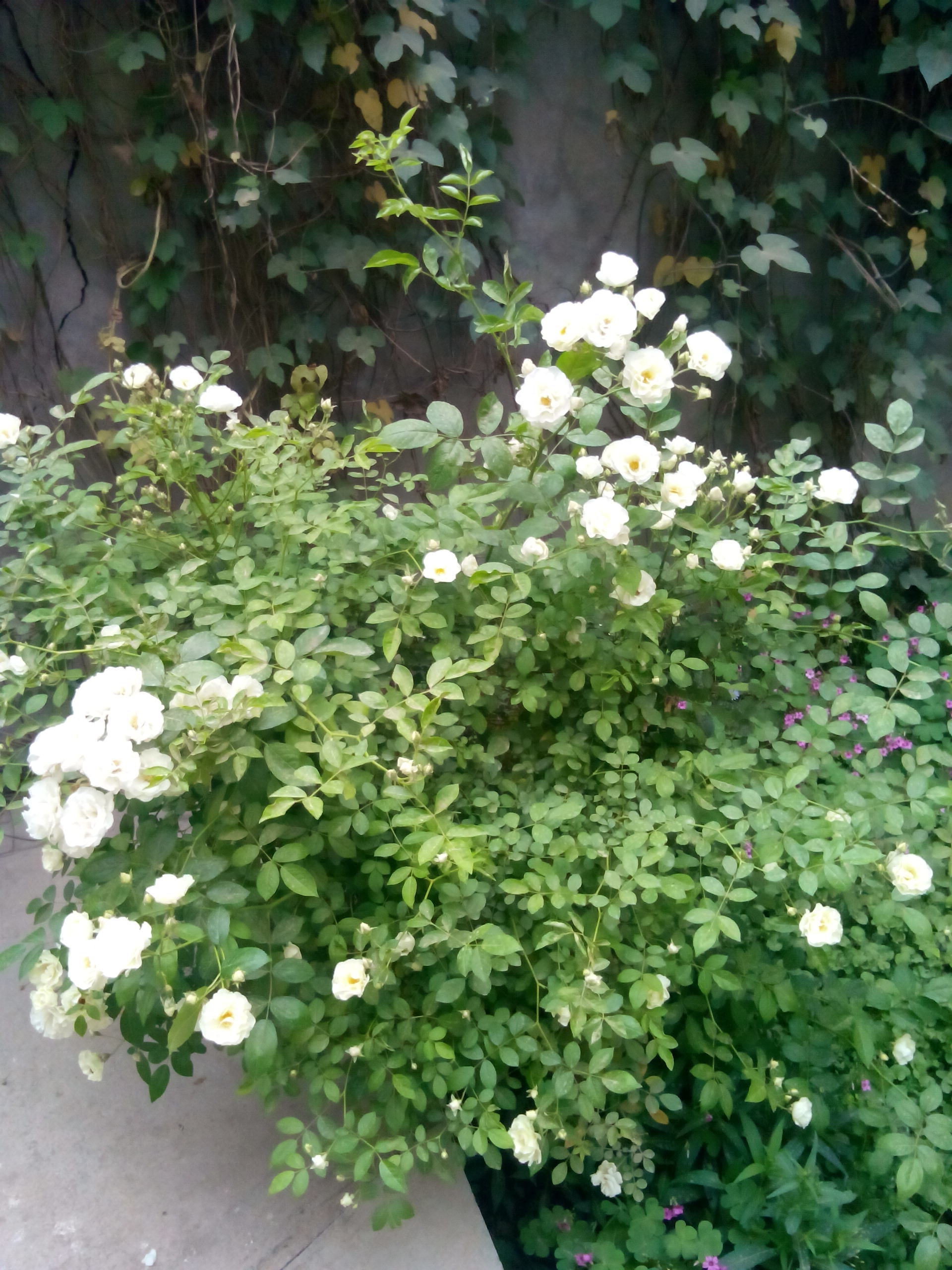
أزهار جوري بيضاء في حديقة منزلية

في العصور الحديثة، سعى العديد من الأفراد وراء ابتكار سبل مختلفة لزراعة وشراء واستخدام الأزهار أو العيش في أماكن تحيط بها الأزهار، وذلك بسبب شكلها الرائع ورائحتها الجذابة. وفي مناطق كثيرة من العالم، يتم استخدام الأزهار في العديد من الأحداث والمناسبات التي يمر بها الإنسان في حياته، ومنها على سبيل المثال استخدامها:
- عند قدوم مولود جديد أو عند الاحتفال بتعميد الأطفال في الديانة المسيحية.
- على هيئة باقة ورد للمرأة أو تعليق وردة واحدة في عروة البذلة بالنسبة للرجل في المناسبات الاجتماعية أو في الإجازات.
- كهدايا للتعبير عن الحب والتقدير.
- في حفلات الزفاف وتزيين القاعات.
- للزينة داخل المنازل.
- كهدية تذكارية في الحفلات التي تقام عند وداع شخص ما أو عند عودته من السفر وكهدايا تذكر صاحبها دائمًا بمن أهداها له.
- عند إقامة الجنازات وللتعبير عن مواساة الآخرين ومشاطرتهم الأحزان.
- كوسيلة للتقرب إلى الآلهة في العصور القديمة. ففي الحضارة الهندوسية، كان تقديم الأزهار كهدايا في المعابد أمرًا شائعًا للغاية.

لذلك، يقوم الكثيرون بزراعة الأزهار حول منازلهم ويخصصون أجزاءً كاملة من المكان الذي يعيشون فيه لزراعة حدائقهم بالزهور وجمع الأزهار البرية أو يقومون بشراء الأزهار من بائعي الأزهار الذين يعتمدون على شبكة متكاملة من الموزعين الذين يتخذون من زراعة الأزهار عملاً تجاريًا.
جدير بالذكر أن الفائدة الغذائية التي نحصل عليها من الأزهار أقل بكثير من أجزاء النبات الأخرى (مثل البذور والثمرة والجذور والسيقان والأوراق)، ولكننا في الوقت نفسه، نحصل على العديد من الأطعمة والتوابل من الأزهار. ومن بين الخضروات التي يحتوي نباتها على الأزهار القنبيط الأخضر والقنبيط والخرشوف. كما أن أغلى أنواع التوابل، وهو الزعفران، يتكون من المياسم المجففة لنبات الزعفران. ومن التوابل الأخرى التي تستخلص من الأزهار، القرنفل والكبر. وتستخدم أزهار الجنجل في إضفاء نكهة على الجعة. كما تتم تغذية الدجاج على نبات الآذريون لإضفاء لون أصفر ذهبي على صفار البيض، وهو ما تفضله غالبية المستهلكين. وعادةً ما تستخدم أزهار الهندباء البرية في صناعة الخمور. كذلك، تعد حبوب لقاح التي يجمعها النحل غذاءً صحيًا للكثير من الأشخاص. ويتكون عسل النحل من رحيق الأزهار الذي يعالجه النحل بعد جمعه له، وفي أغلب الأحيان يسمى العسل تبعًا لنوع الزهرة المأخوذ منها الرحيق مثل، عسل البرتقال وعسل القرنفل وعسل الطوبال.
ثمة المئات من الأزهار الطازجة التي تصلح للأكل ولكن القليل منها يتم تسويقه كغذاء. عادةً ما تستخدم هذه الأزهار لإضافة لون ونكهة إلى أنواع السلطة المختلفة. كما يتم غمس أزهار نبات القرع في دقيق البقسماط ثم يتم قليها. ومن بين الأزهار التي يمكن أكلها السلبوت الكبير والالأراولة (من فصيلة الأقحوان) والقرنفل وعشب التيفا وصريمة الجَدْي والشيكوريا والقنطريون وعشب القنّا وعباد الشمس. وفي بعض الأحيان، يتم حفظ الأزهار التي تؤكل في السكر مثل الأقحوان والورد وزهرة الثالوث (أحد أنواع زهرة البنفسج).
يمكن استخدام الأزهار أيضًا في صناعة الشاي بالأعشاب. حيث يتم خلط الأزهار المجففة مثل الأراولة والورد والياسمين والبابونج بالشاي للاستمتاع بنكهتها وللاستفادة ببعض فوائدها الطبية. وفي بعض الأحيان، يتم خلط هذه الأزهار بأوراق الشاي من أجل إضفاء نكهة عليه.

## اقرأ أيضاً
- زهرة اصطناعية
- باقة زهور
- بسيشوتريا إلاتا